# Per Johansson (kézilabdaedző)
Per Anders Johansson (1970. november 10. –) kétszeres Bajnokok Ligája-győztes svéd kézilabdaedző és szövetségi kapitány. 2024 márciusától a Győri Audi ETO KC vezetőedzője.

## Pályafutása
Svédország szövetségi kapitánya volt 2008 és 2012 között, miután 3 éven át másodedzőként tevékenykedett a válogatottnál. A 2010-es Európa-bajnokságon egészen a döntőig vezette a válogatottat, aki aztán Norvégiától kapott ki.
2017 márciusában lett a CSM București vezetőedzője a szezon végéig.
2017 novemberében hivatalossá vált, hogy Johansson fogja a montenegrói válogatottat a világbajnokságra felkészíteni, Dragan Adžićot helyettesítve. 2018 elején a szezon végéig ismét a CSM București vezetőedzője lett.
A 2020/21-es szezontól kezdve Ambros Martín utódjául a Rosztov-Don edzője lett. Szerződésének a 2022-es orosz-ukrán háború vetett véget márciusban.
2022 óta Hollandia szövetségi kapitánya. 2024 márciusától Ulrik Kirkely menesztését követően a Győri Audi ETO KC vezetőedzője. Első meccse az ETO-val a Vác ellen volt március 18-án, mely során ugyan győzőtt az ETO, Johansson nem volt annyira elégedett csapatával.
Május 25-én hivatalossá vált, hogy Johansson marad a Győr vezetőedzője, mely során a svéd szakember 1+1 éves szerződést írt alá a klubbal.
Június 2-án az ETO-val megnyerte a Bajnokok Ligáját, így a csapat a hatodik, Johansson pedig első BL győzelmét szerezte. A BL-győzelem után a következőket mondta: "Hogy hogyan kezdem az ünneplést? Kezdésnek megiszok két szilvapálinkát."
2024. szeptember 2-án lemondott holland szövetségi kapitányi poziciójáról.
2025. január 15-én az ETO hivatalos honlapján jelentette be, hogy Johansson 2027 nyaráig marad a csapat vezetőedzője.
Június 1-jén megnyerték a Bajnokok Ligáját, így Johansson második, az ETO pedig hetedik BL győzelmét ünnepelhette.